# هروقتی که تو نیاز داری
"هروقتی که تو نیاز داری" (انگلیسی: Anytime You Need) ترانه‌ای از هنرمند ارمنستانی هایکو است. این ترانه نماینده ارمنستان در مسابقه آواز یوروویژن ۲۰۰۷ بود.